# Ђоко Миљанић
Ђоко Миљанић (рођен 1820. у Миљанићима, у Бањанима, погинуо 1862. у Дуги Никшићкој) је био сердар и један од највећих јунака свог доба, син знаменитог кнеза Рада Божова Миљанића. Познат је и под именом Ђоко Бањанин. Веома рано се истакао, водећи непрекидне и крваве борбе с Турцима, раме уз раме са најпознатијим четовођама, као што су били: сердар Шћепан Радојев, поп Лука Јововић, војвода Илија Ђуканов Звицер и други, нимало им не уступајући у храбрости и смјелости. Одликовао се и у Црногорско–турском рату 1852–1853. и одбрани Грахова исте године, у протјеривању Турака из Бањана 1857. и рушењу карауле на Велимљу у Бици на Граховцу 1858. и многим другим бојевима. 
Погинуо је 1862. у Дуги код Никшића, за вријеме Омер-пашиног похода на Црну Гору. Опјеван је у многим народним пјесмама – Јуначком споменику војводе Мирка Петровића и Колима књаза Николе.